# نیکولا دو لارژیلیه
نیکولا دو لارژیلیه (فرانسوی: Nicolas de Largillière‎; ۱۰ اکتبر ۱۶۵۶ – ۲۰ مارس ۱۷۴۶) نقاش پرتره اهل فرانسه بود.
وی مورد توجه چارلز دوم و جیمز دوم پادشاهان انگلستان قرار گرفته بود اما وی علاقه چندانی به حضور در آنجا نداشت اما با این حال در مدت کوتاهی نقاشی‌هایی از چهره پادشاه جیمز و ملکه ماری مدنا را خلق کرد.
در سال ۱۶۸۶ در پاریس یک نقاشی از شارل لو برن را قبول کرد تا بتواند به عضویت آکادمی سلطنتی نقاشی و مجسمه‌سازی دربیاید، در سال ۱۶۹۰ عضویت لارژیلیه به عنوان یک نقاش تاریخی مورد موافقت آکادمی قرار گرفت.

## نگارخانه

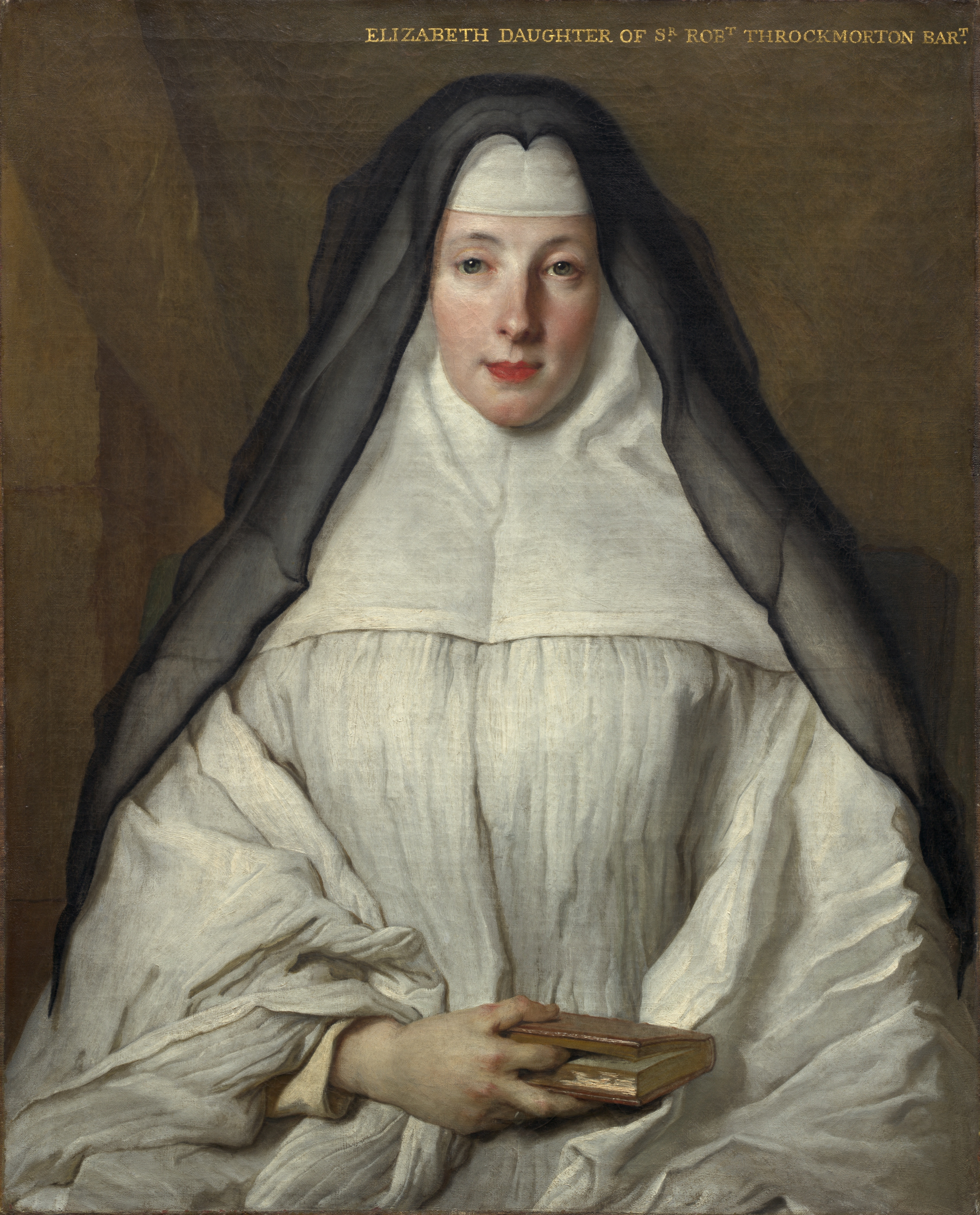
Portrait of Elizabeth Throckmorton
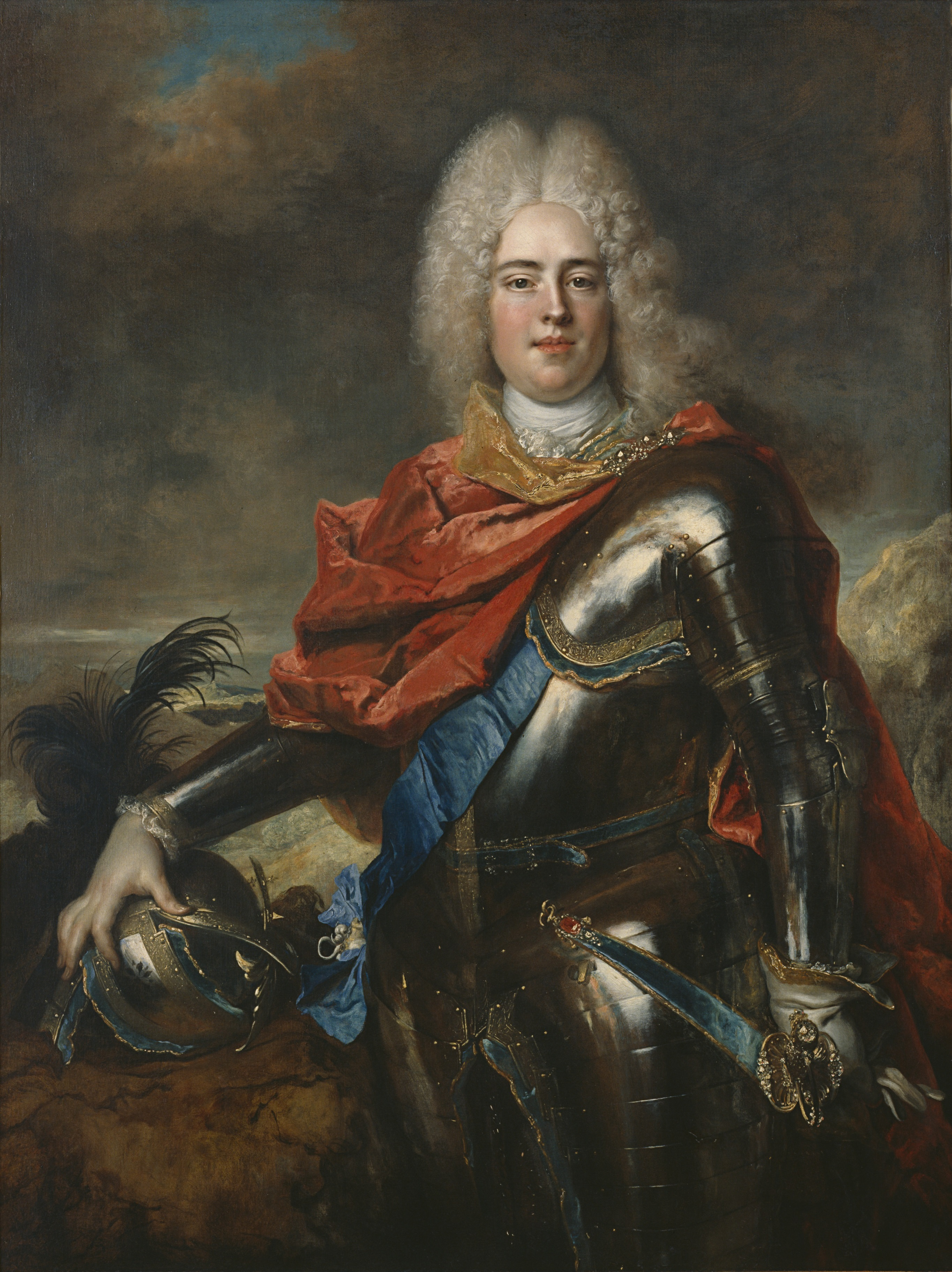
چهره آگوست سوم
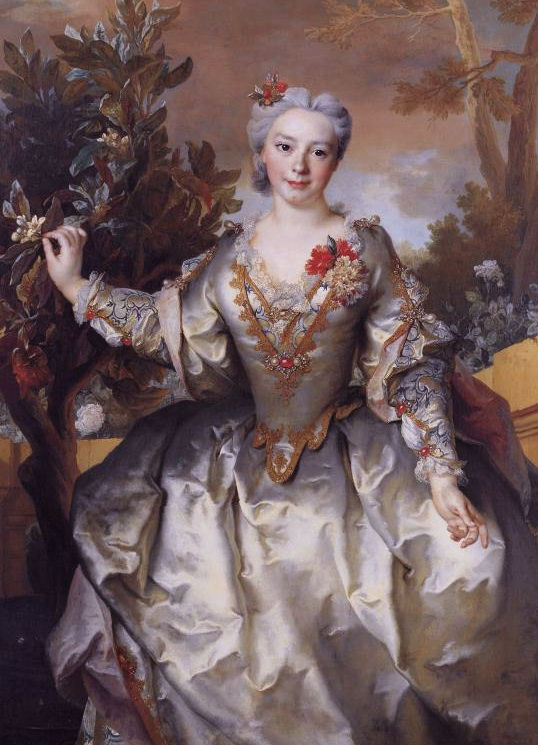
Portrait of Louise-Madeleine Bertin, Countess of Montchal
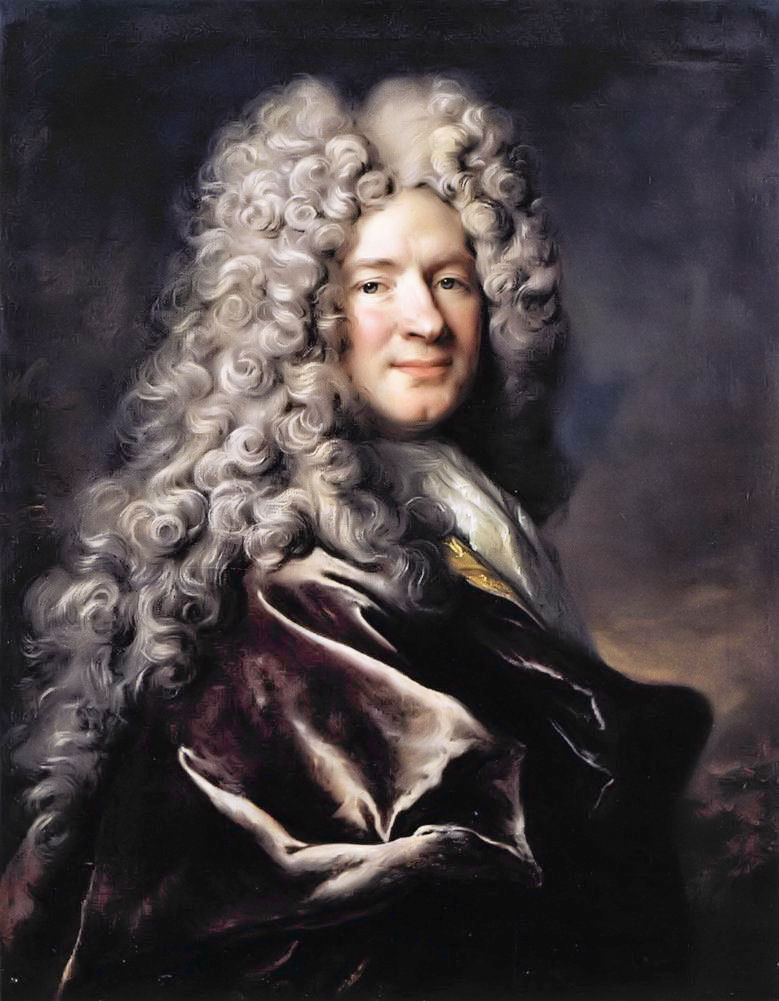
Portrait of a Man in a Purple Robe
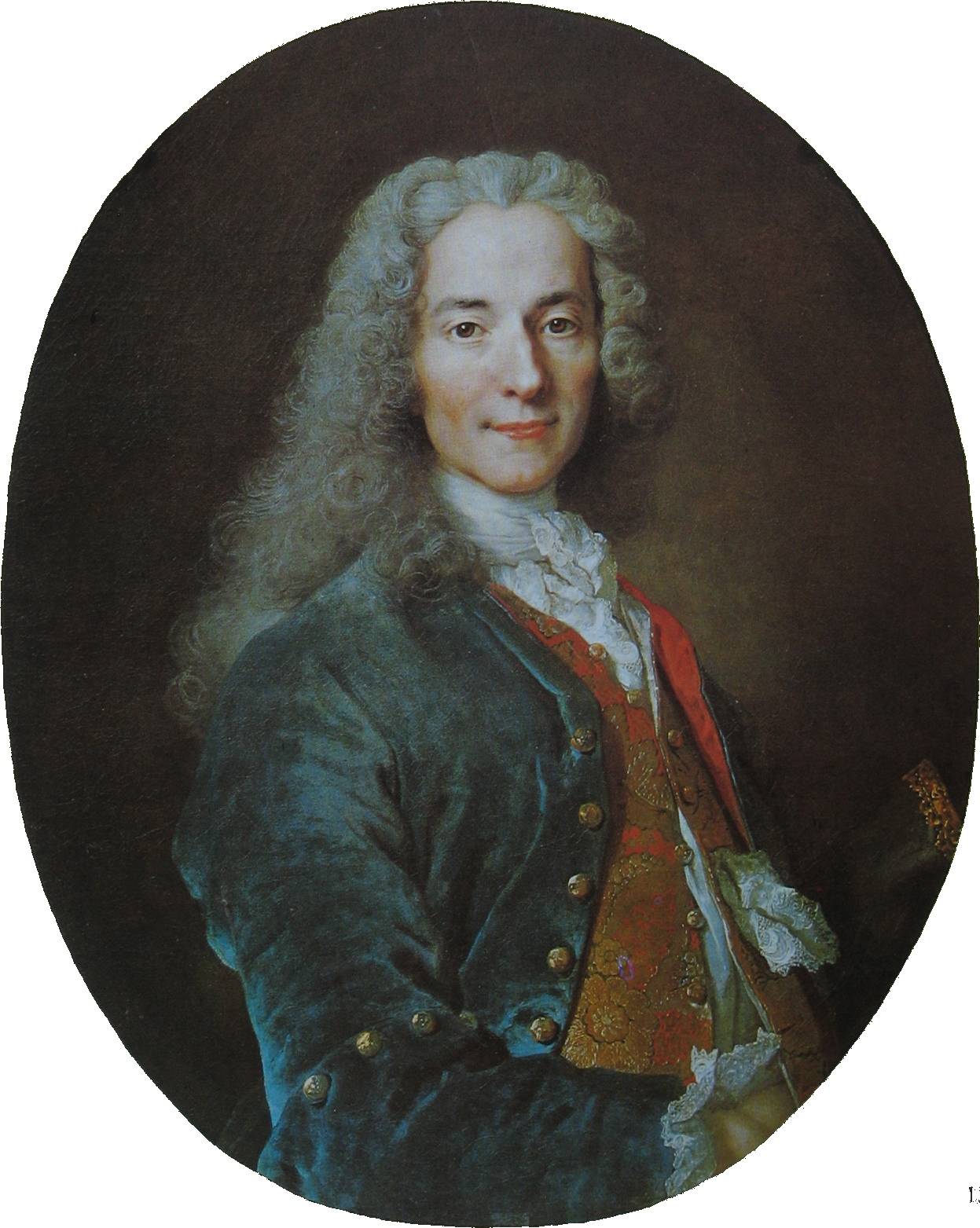
چهره ولتر
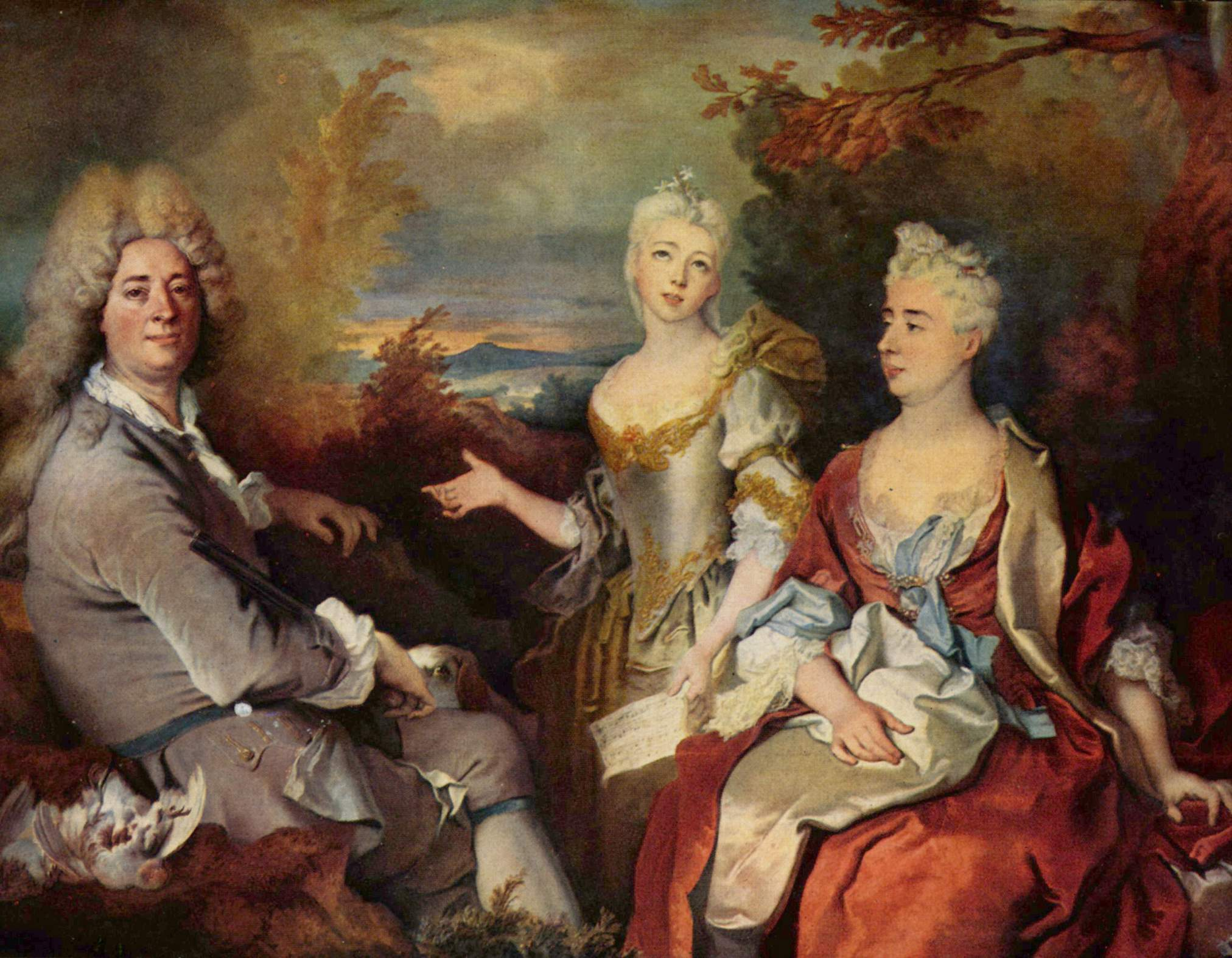
Self-portrait with family
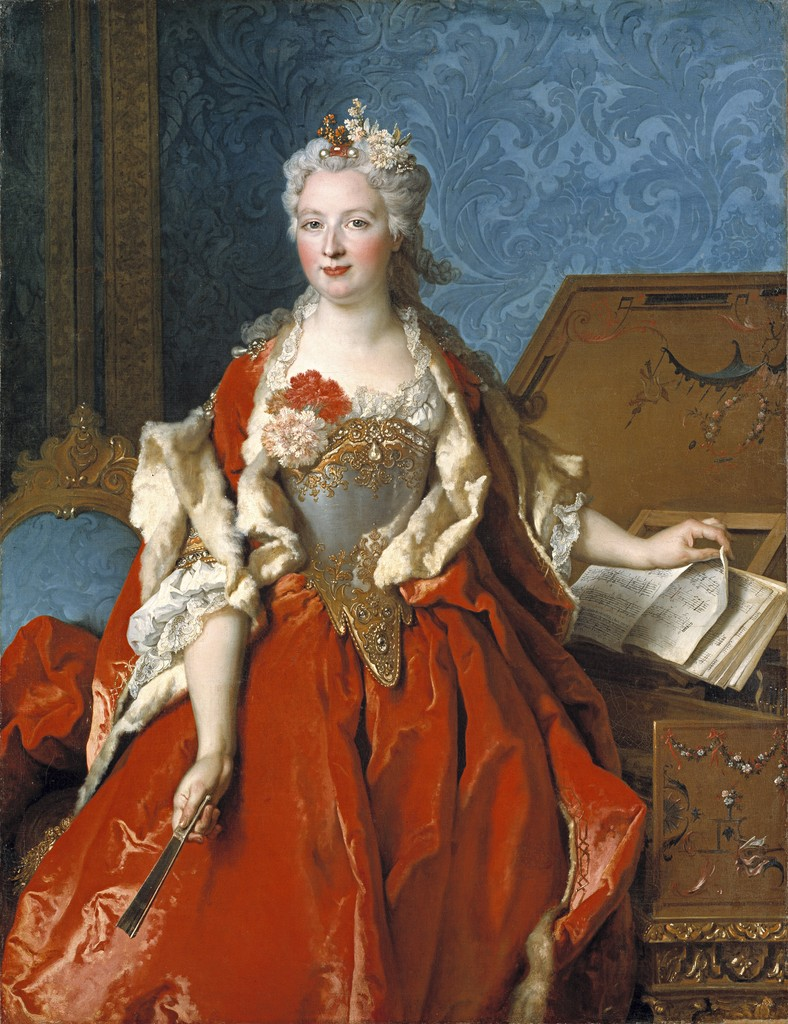
Portrait of Marguerite de Sève
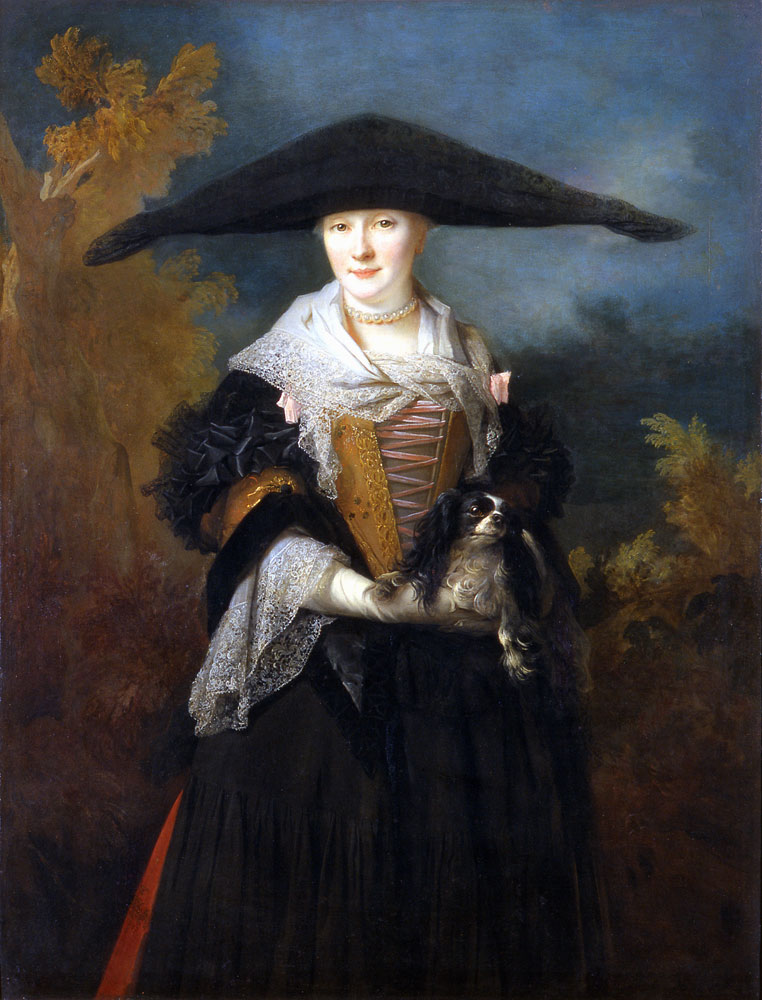
La belle Strasbourgeoise (1703)
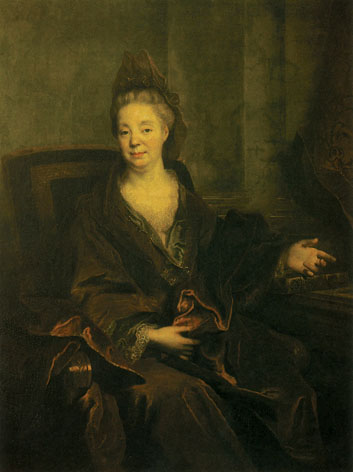
Portrait of Marguerite Bécaille
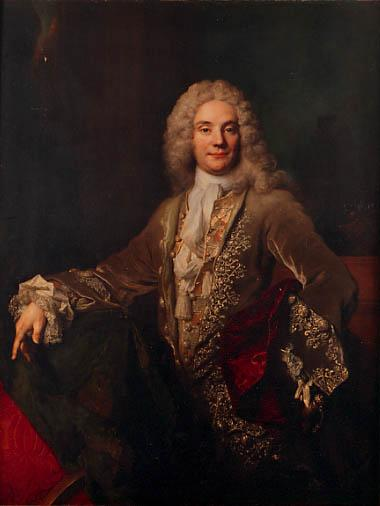
Portrait of Pierre-Joseph Titon de Cogny
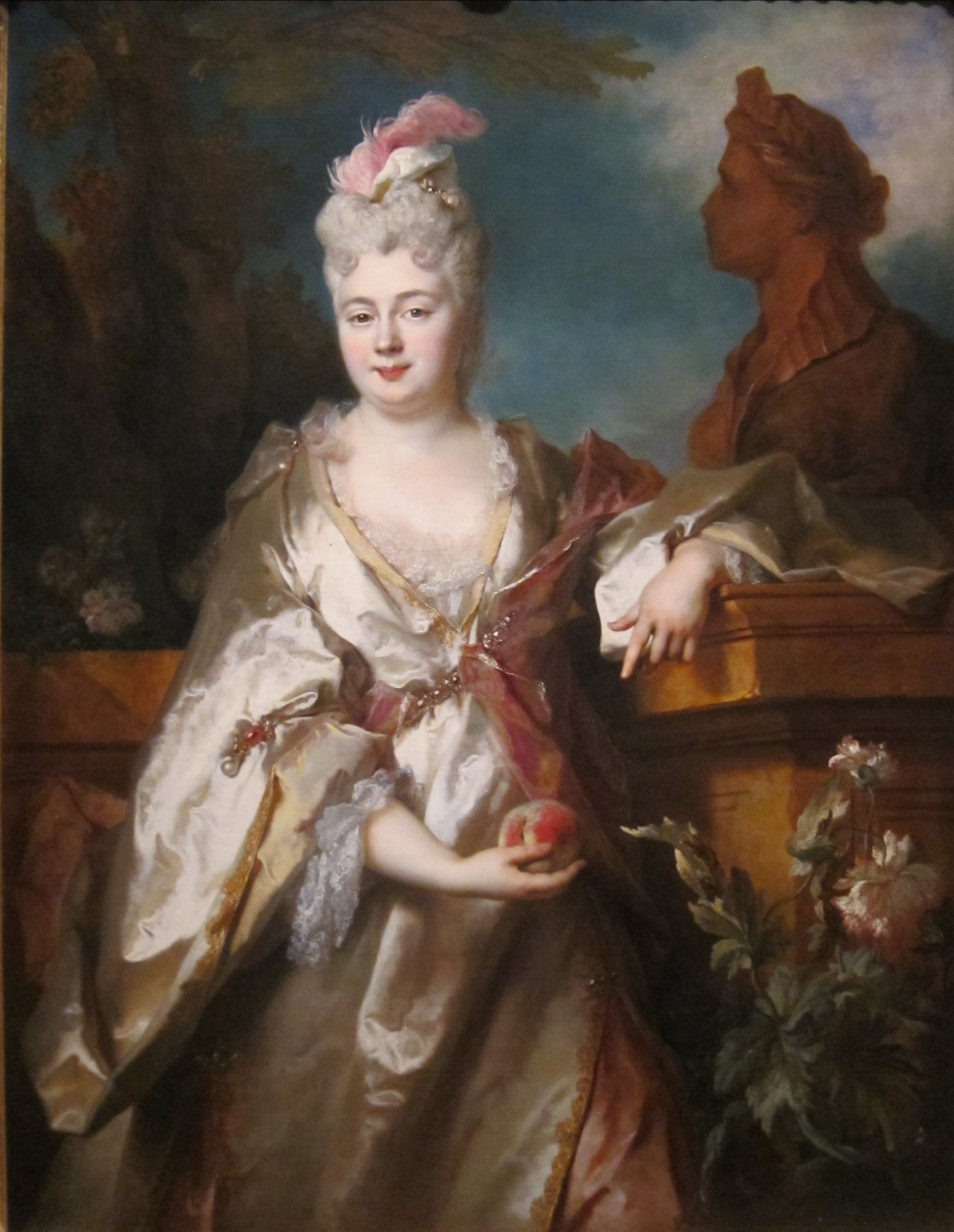
Portrait of Jeanne-Cécile Le Guay de Montgermon
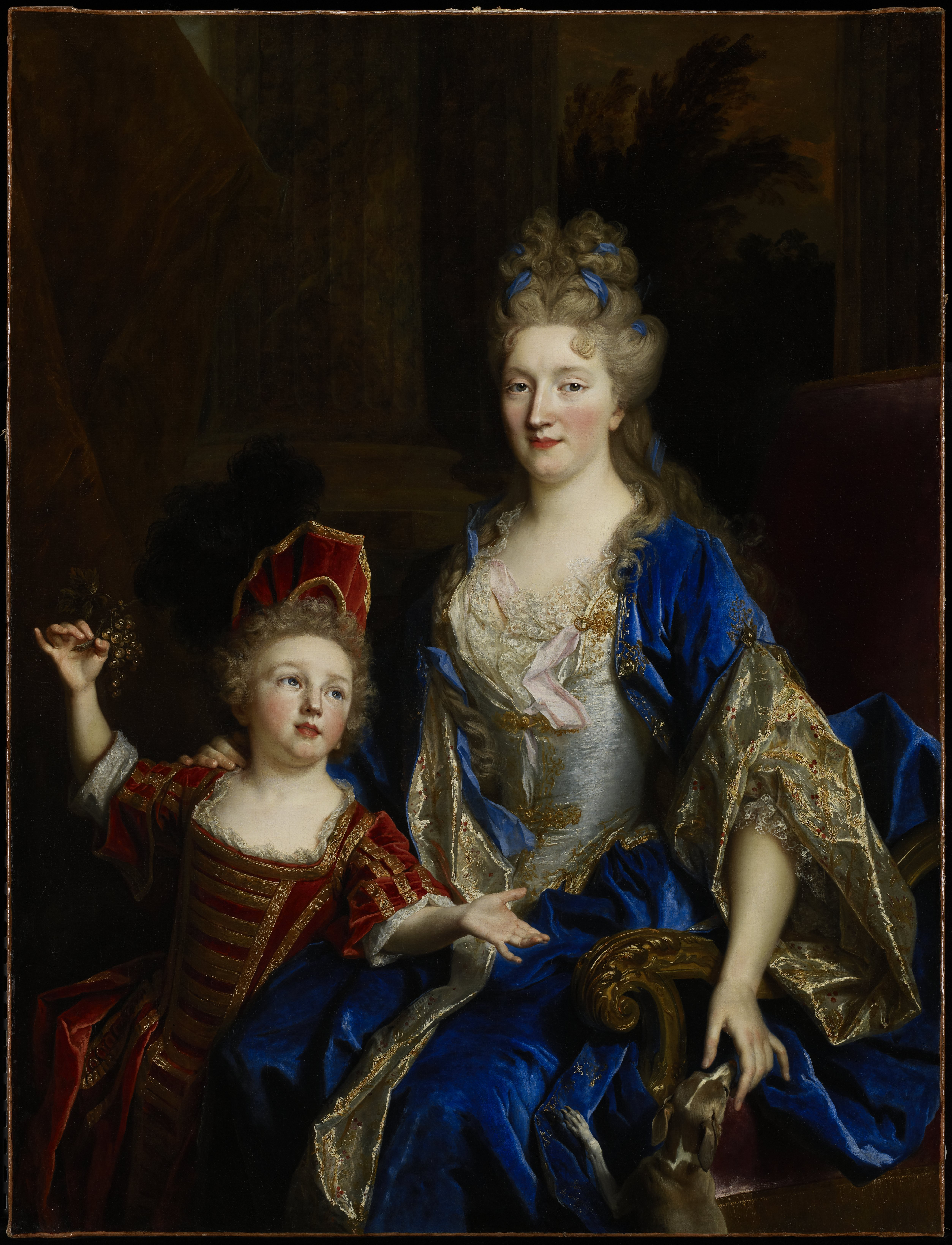
Portrait of Catherine Coustard with her son Léonor, مؤسسه هنر مینیاپولیس
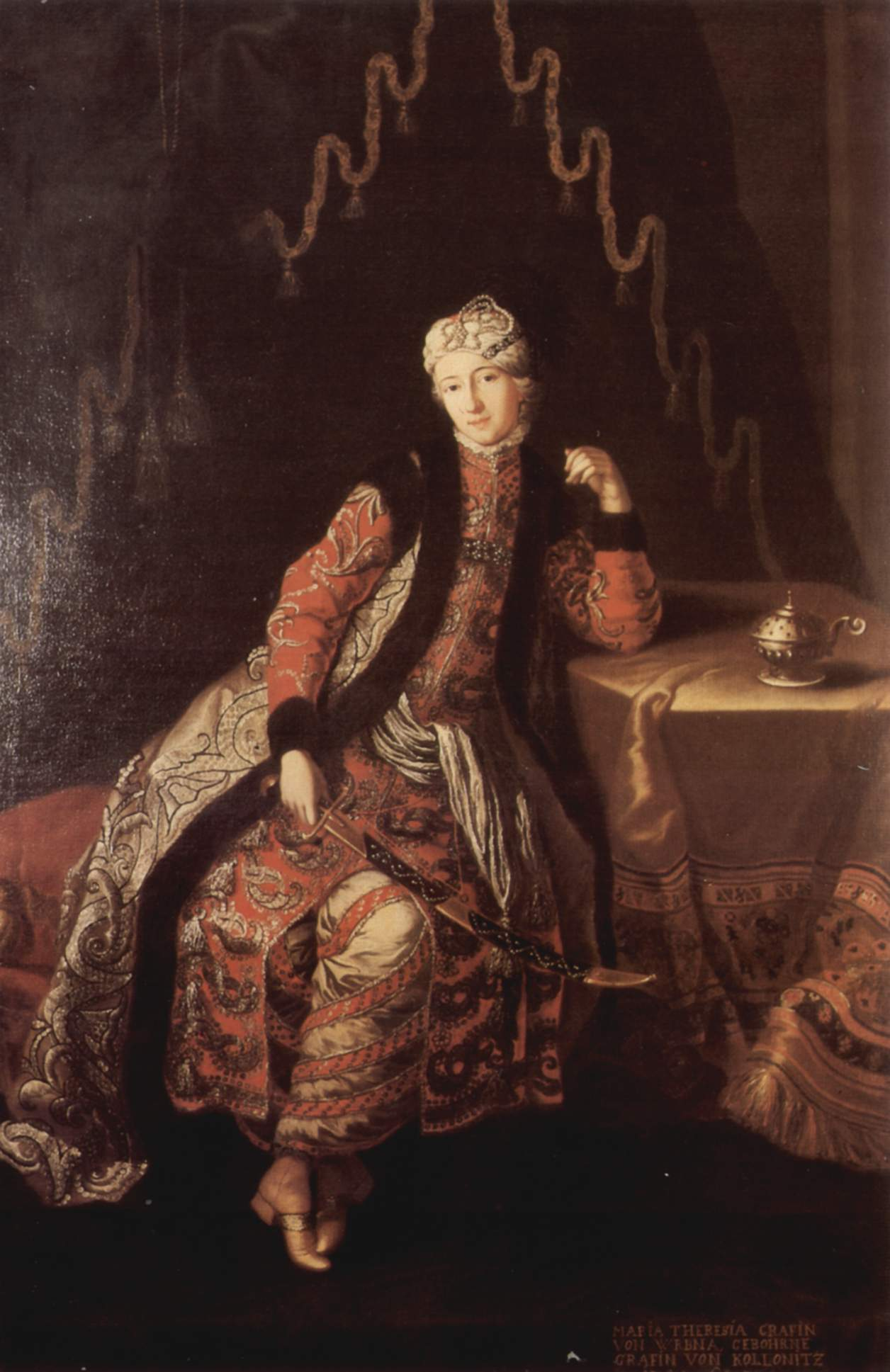
Portrait of ژان باپتیست تاورنیه
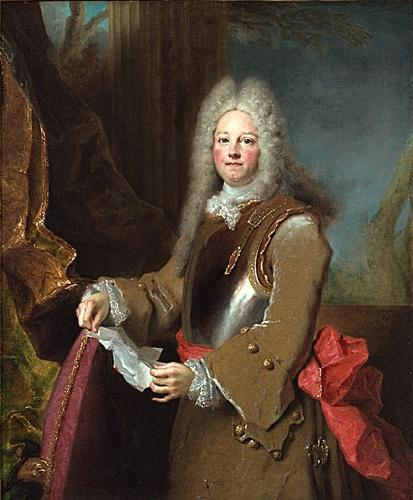
Portrait of an officer, oil on canvas, 1714–15, نگارخانه نیو ساوت ولز
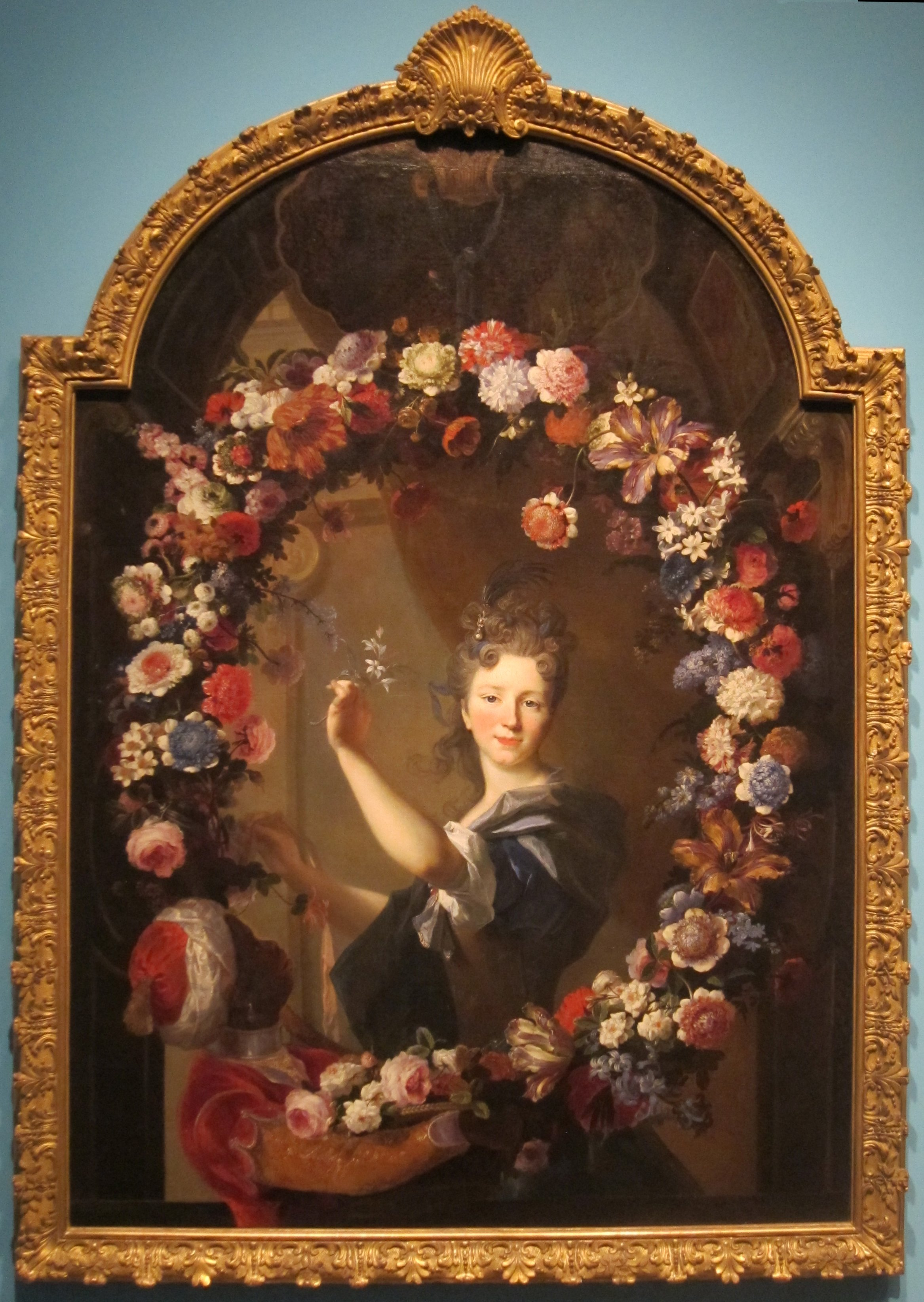
Oil on canvas portrait of Helene Lambert de Thorigny by Nicolas de Largillière (portrait) and Jean-Baptiste Belin (flowers), c. 1696–1700, 63 × 45 in., موزه هنر هونولولو
Infanta Mariana Victoria of Spain, one-time fiancée of لوئی پانزدهمInfanta Mariana Victoria of Spain, one-time fiancée of لوئی پانزدهم
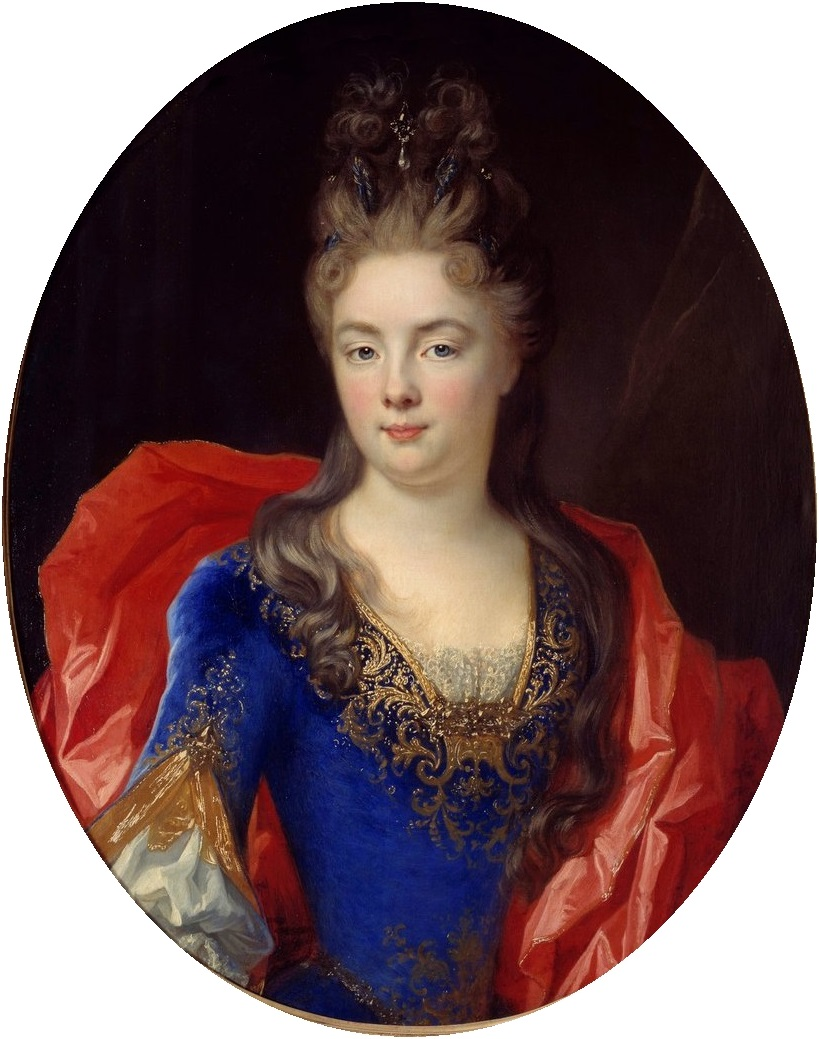
Anne Geneviève de Lévis, duchessede Rohan-Rohan by marriage and only daughter of Madame de Ventadour
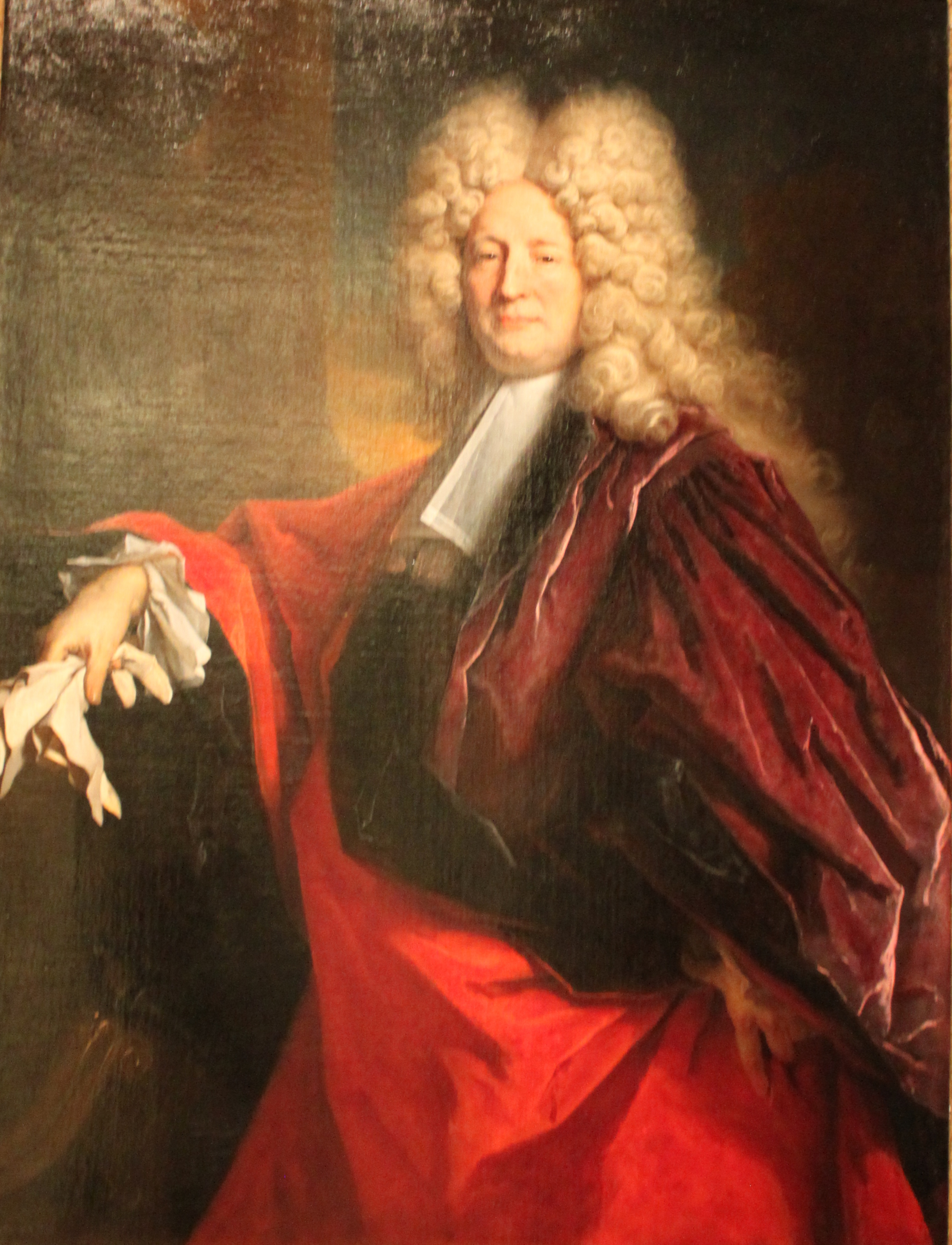
An Alderman of Paris, 1703, oil on canvas, مؤسسه هنر دیترویت
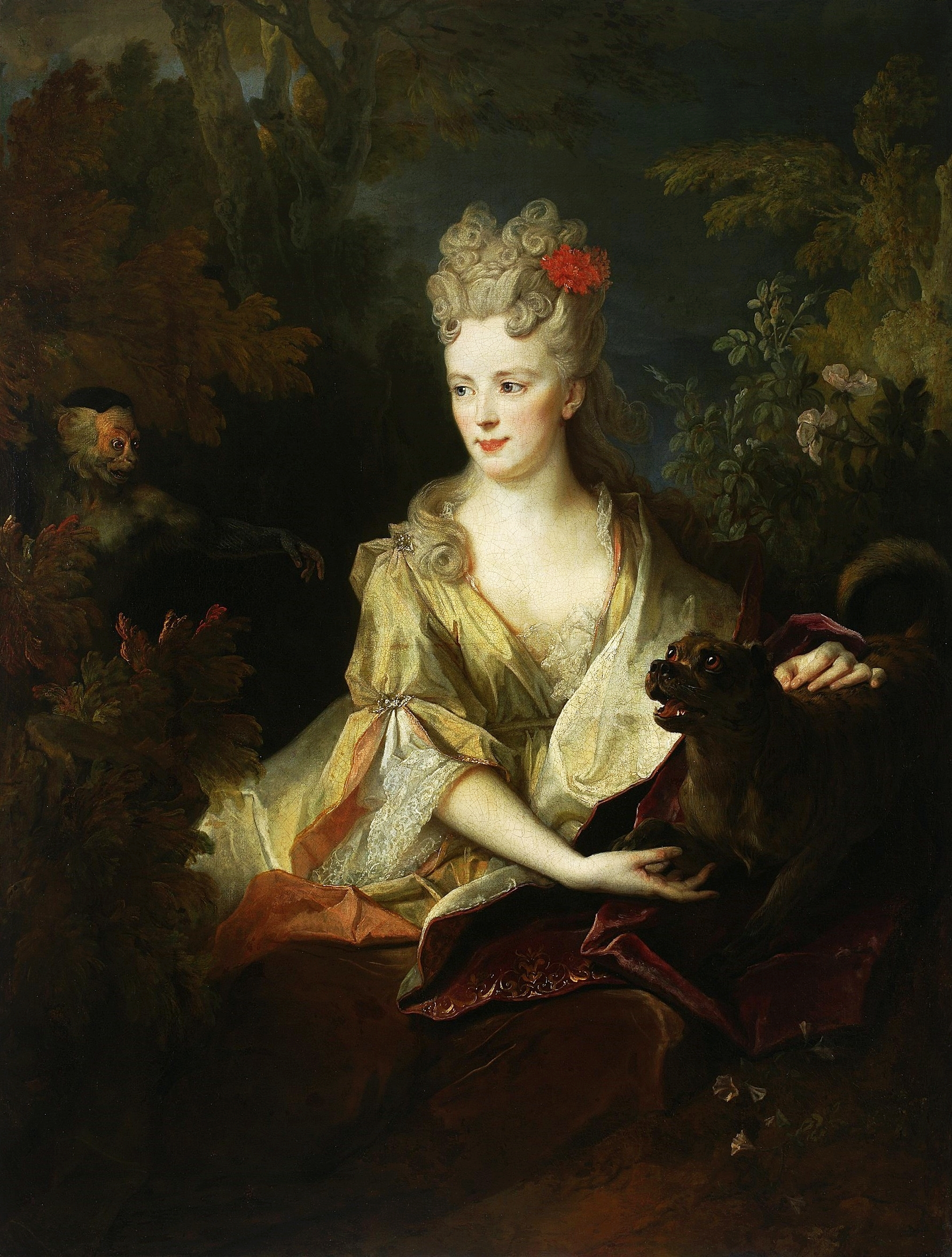
Portrait of a lady with a dog and a monkey (1700–1710)
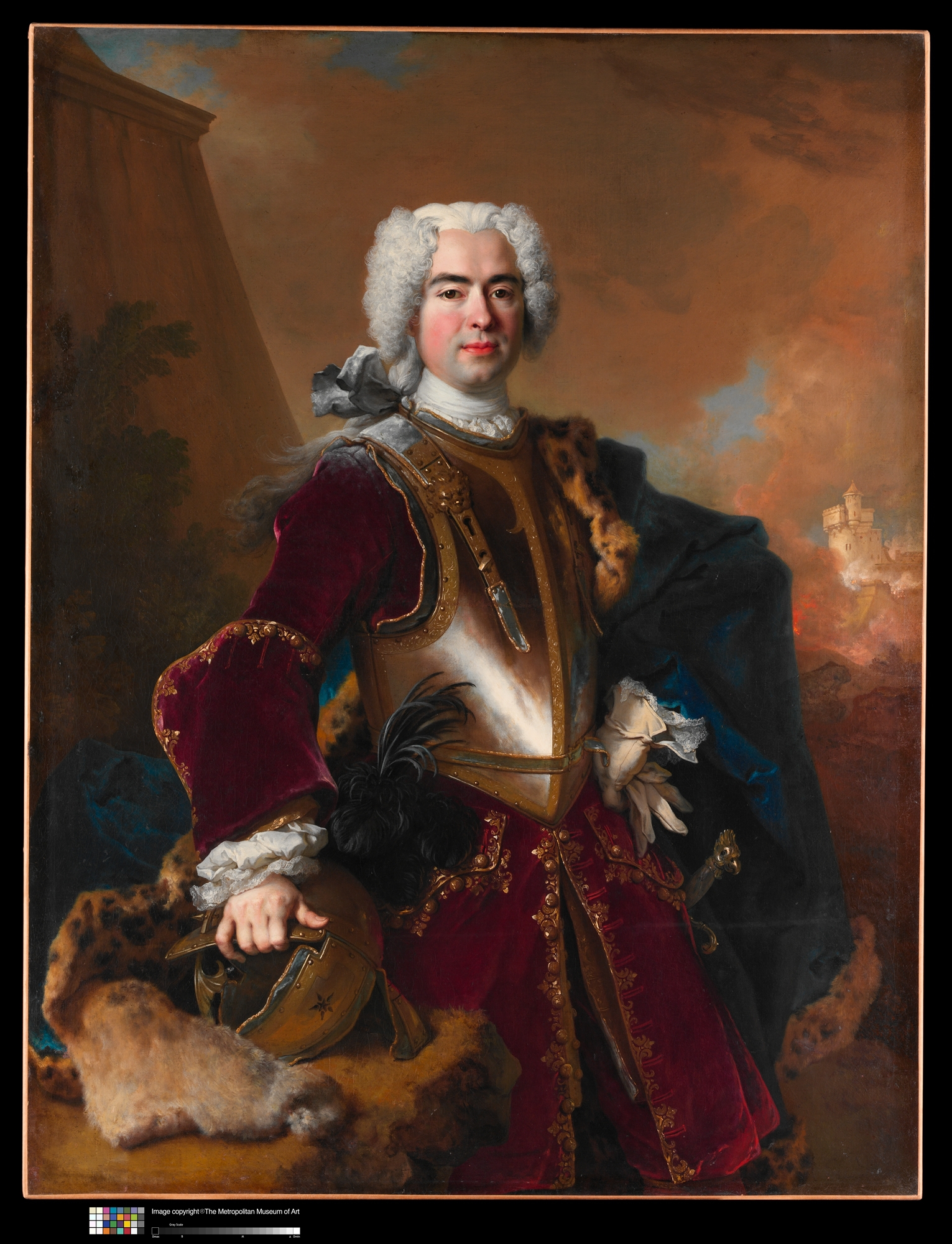
André François Alloys de Theys d'Herculais (1692–1779)
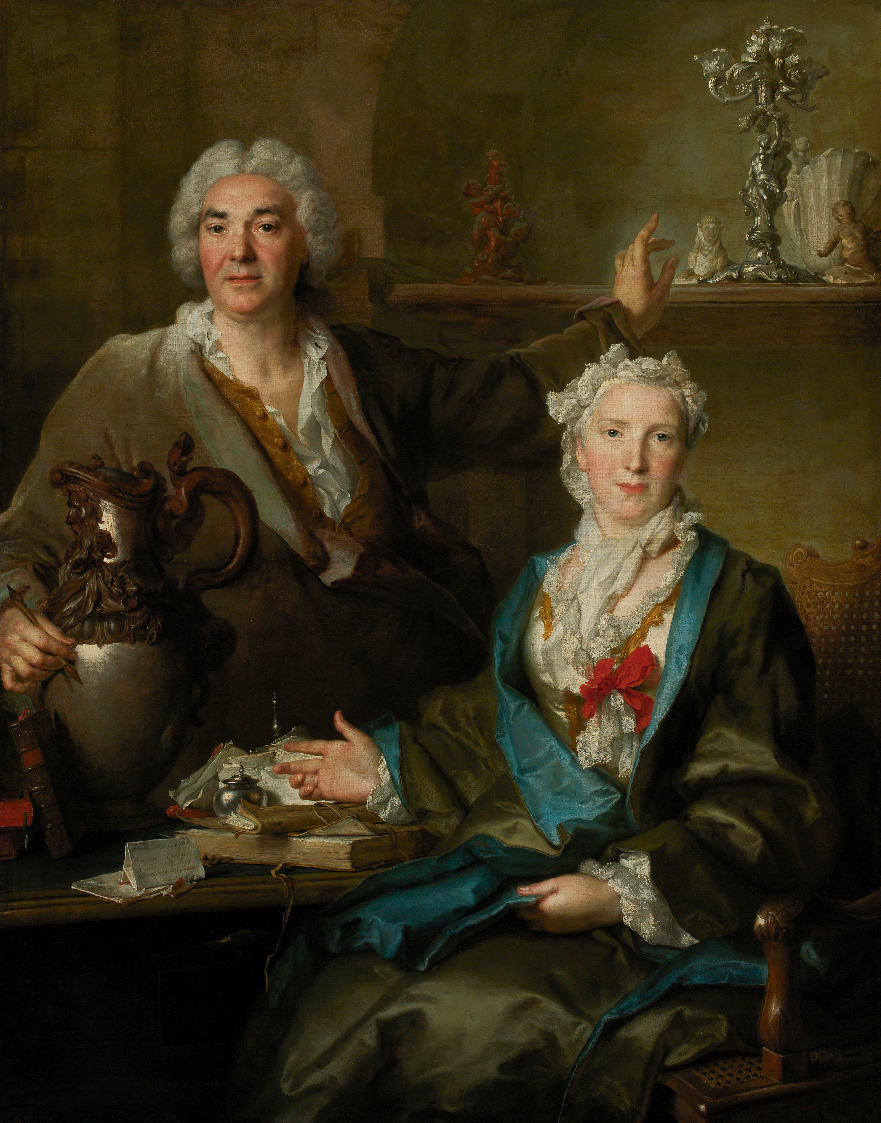
Portrait of Thomas Germain and his wife Anne-Denise Gauchelet in 1736
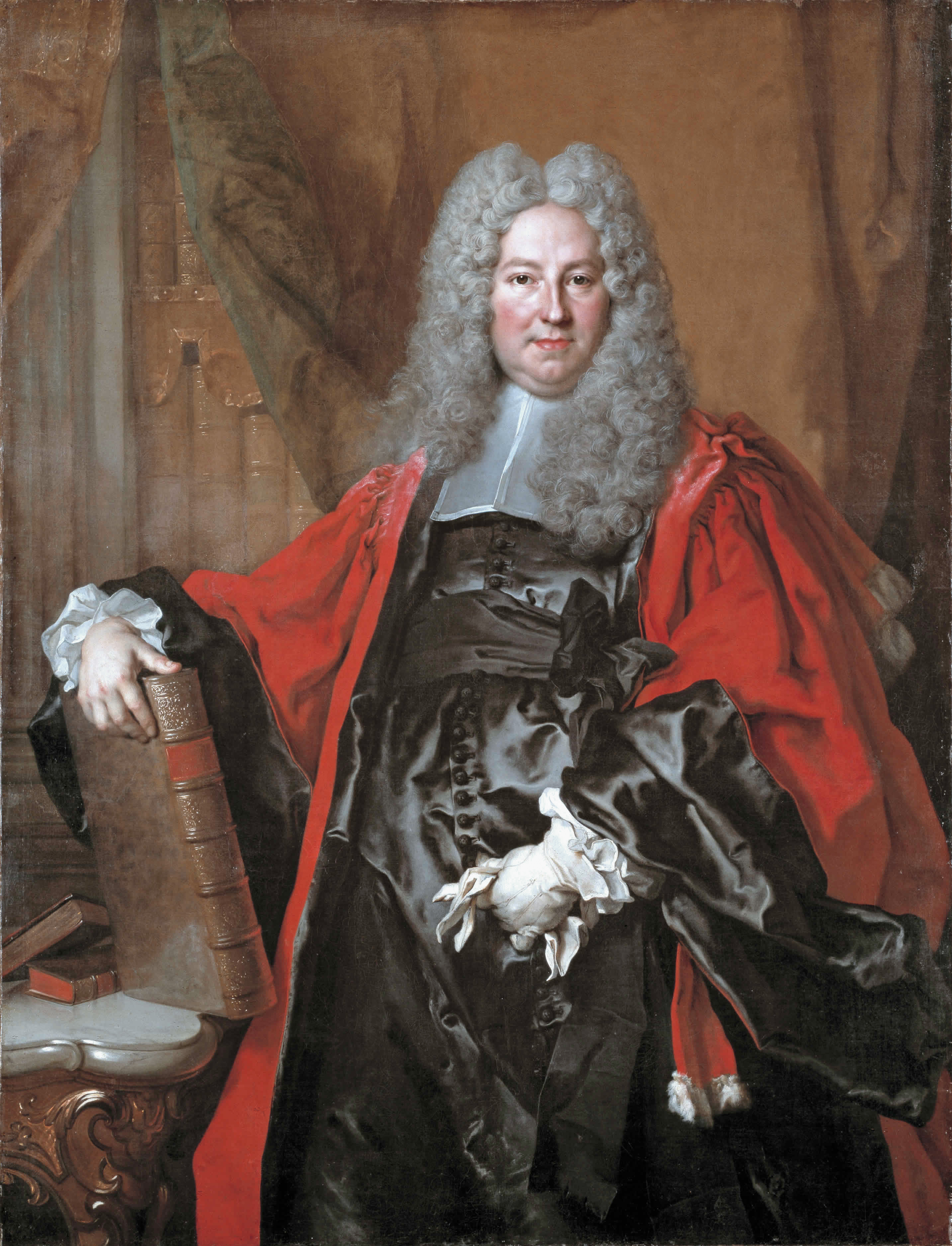
Portrait of Barthélemy-Jean-Claude Pupil, 1729, Timken Museum of Art, San Diego